# Oedipina collaris
Oedipina collaris é uma espécie de salamandra da família Plethodontidae.
Pode ser encontrada nos seguintes países: Costa Rica, Nicarágua e Panamá.
Os seus habitats naturais são: florestas subtropicais ou tropicais húmidas de baixa altitude.
Está ameaçada por perda de habitat.